# USS Lunga Point (CVE-94)
La USS Lunga Point (CVE-94), già Alazon Bay e successivamente CVU-94 e AKV-32, era una portaerei di scorta di classe Casablanca della United States Navy. Deve il suo nome a Lunga Point, promontorio della costa settentrionale dell'isola di Guadalcanal, noto per essere stato lo scenario di una battaglia navale, combattuta durante la seconda guerra mondiale.